# Ciemnoniebieski świat
Ciemnoniebieski świat (cz. Tmavomodrý svět) – czeski dramat wojenny z 2001 roku w reżyserii Jana Svěráka.

## Fabuła
Fabuła osadzona jest w realiach II wojny światowej i okresu powojennego. Akcja skupia się na przyjaźni dwóch pilotów – nauczyciela i pojętnego ucznia – którzy uciekają z okupowanych Czech, by służyć w RAF. W Anglii zakochują się w tej samej kobiecie. Wojenna historia jest retrospekcją wydarzeń we wspomnieniach czeskiego oficera lotnictwa, po powrocie z Anglii osadzonego przez komunistyczne władze w więzieniu za "zdradę narodu" (1950). 
Film poświęcony jest dokonaniom czeskich pilotów podczas drugiej wojny światowej. Tytuł nawiązuje do barwy mundurów lotnictwa.

## Obsada
- Ondřej Vetchý – František (Franta) Sláma
- Kryštof Hádek – Karel Vojtíšek
- Tara Fitzgerald – Susan
- Charles Dance – pułkownik Bentley
- Oldřich Kaiser – Jan Machatý
- David Novotný – Bedřich Mrtvý
- Linda Rybová – Hanička